# Янки (Полша)
Янки (на полски: Janki) е село в Прушковски окръг на Мазовско войводство, централна Полша. Населението му е около 790 души.
Разположено е в Средноевропейската равнина, на 8 km югоизточно от Прушков и на 14 km югозападно от центъра на столицата Варшава.